# Peter Chrysant

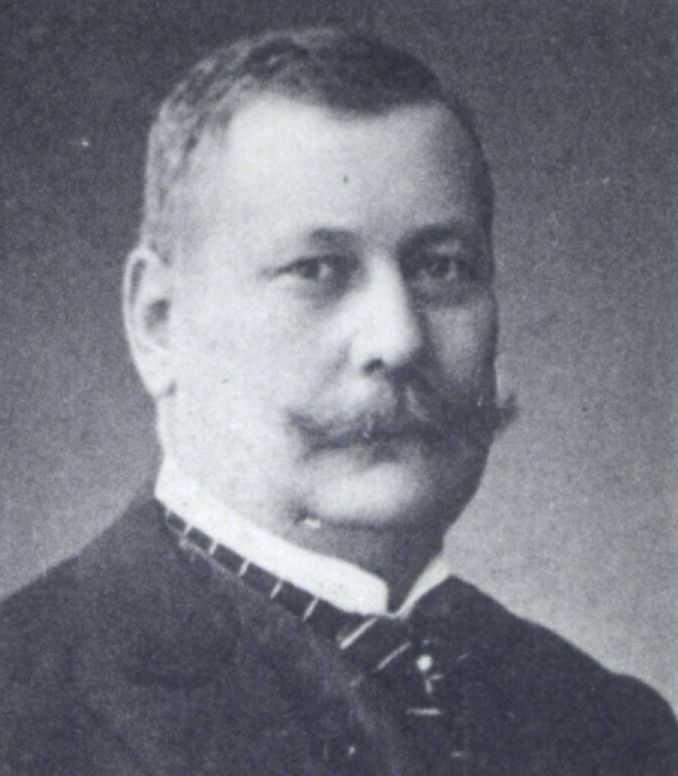
Peter Chrysant als Reichstagsabgeordneter 1912

Peter Chrysant (* 17. Dezember 1861 in Oedekoven; † 1928) war ein deutscher Bäckermeister und Mitglied des Deutschen Reichstags.

## Leben
Chrysant besuchte die Volksschule und Fortbildungsschule, absolvierte seine Lehrzeit von 1876 bis 1878 in Bonn und machte sich als Bäckermeister 1889 selbständig. 1893 wurde er Vorstandsmitglied, 1897 Obermeister der Bäckerinnung und ab 1900 war er Vorstand der Handwerkskammer Köln. Von 1881 bis 1884 diente er beim Kaiser-Franz-Regiment und wurde als Gefreiter entlassen. Ab 1905 war er Stadtverordneter in Bonn und ab 1909 Vorsitzender der Rheinischen Genossenschaft zur wirtschaftlichen Förderung von Handwerk und Gewerbe für die Rheinprovinz. Weiter war er Zweiter Vorsitzender des Zentrumswahlvereins für den Wahlkreis Bonn-Rheinbach, Vorstandsmitglied des Rheinischen Genossenschaftsverbandes und Mitglied des Rheinischen Provinziallandtags.
Von 1912 bis 1918 war er Mitglied des Deutschen Reichstags für den Wahlkreis Regierungsbezirk Düsseldorf 9 Kempen und die Deutsche Zentrumspartei.